# Луна-19
«Луна-19» — советская автоматическая межпланетная станция (АМС) для изучения Луны и космического пространства.
28 сентября 1971 года осуществлён пуск ракеты-носителя «Протон-К / Д», которая вывела на траекторию полёта к Луне АМС «Луна-19». 29 сентября и 1 октября 1971 осуществлены коррекции траектории полёта станции. 3 октября 1971 года станция «Луна-19» выведена на орбиту вокруг Луны. Параметры орбиты станции составляют: наклонение орбиты к плоскости лунного экватора — 40 градусов 35 минут; период обращения — 121,75 минуты; высота над поверхностью Луны — 140 километров.